# Alexander Bülow
Alexander Bülow was een SS-Sturmmann en kampbewaker in concentratiekamp Auschwitz.
Bülow werd op 28 april 1905 geboren en werkte aanvankelijk als boer. Bülow was analfabeet en kreeg toen hij in november 1941 lid werd van de Schutzstaffel (SS) een kortstondige opleiding lezen en schrijven. Hij werkte vanaf 1941 als kampbewaker in Auschwitz tot aan de ontruiming van het kamp in januari 1945. Hij werd veelvuldig ingezet in de Außenlager Babitz, Budy en Raisko. Hij stond bekend om zijn wrede optreden tegen gevangenen.
Bülow werd in het eerste Auschwitz-proces aangeklaagd voor zijn daden in het kamp. Hij werd veroordeeld tot vijftien jaar gevangenisstraf. Door amnestie kwam hij in 1956 vrij.  